# Zatypota fonsecai
Zatypota fonsecai är en stekelart som beskrevs av Ian D. Gauld 1991. Zatypota fonsecai ingår i släktet Zatypota och familjen brokparasitsteklar. Inga underarter finns listade i Catalogue of Life.